# Time Warner Center

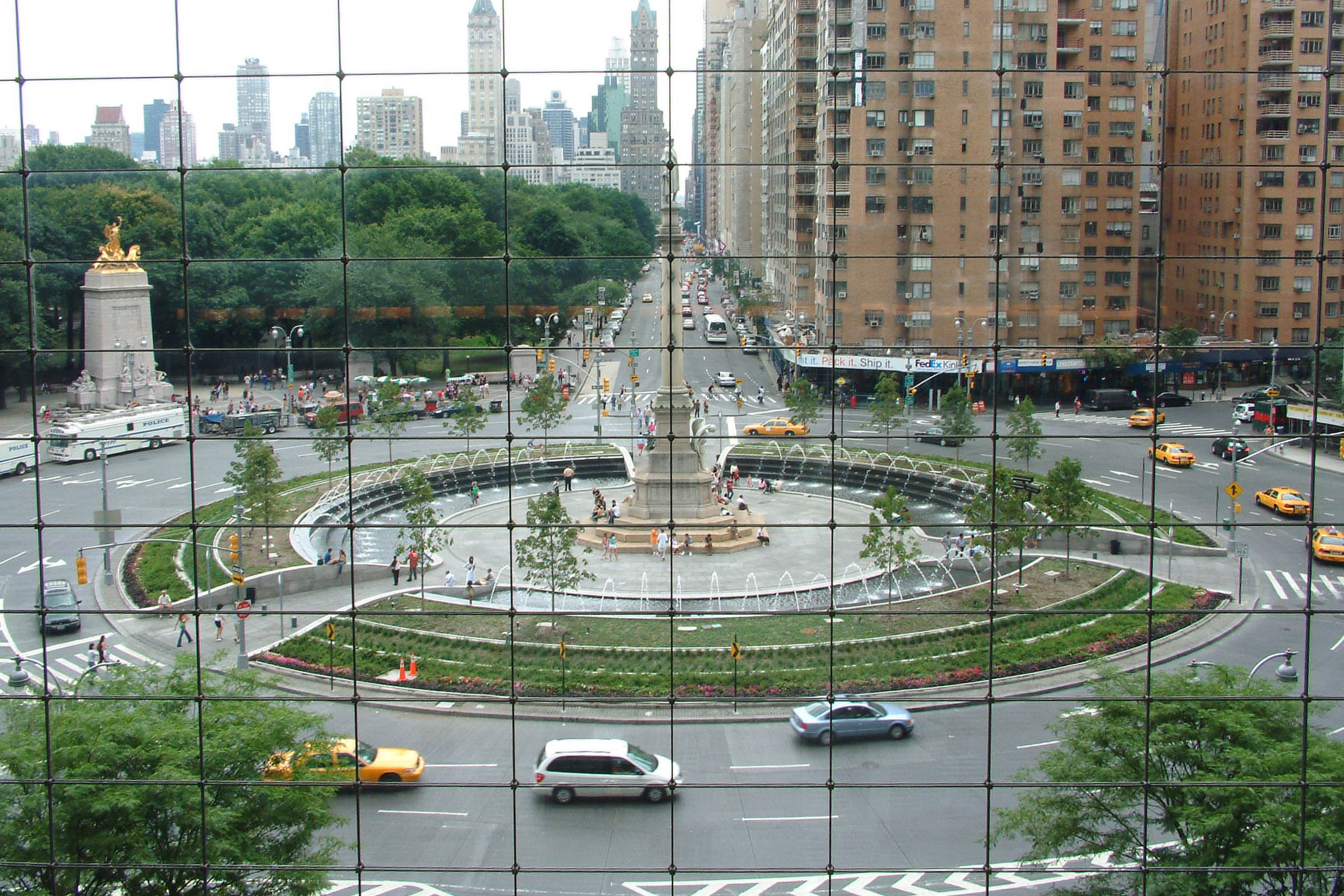
Columbus Circle, visto desde el centro comercial del Time Warner Center

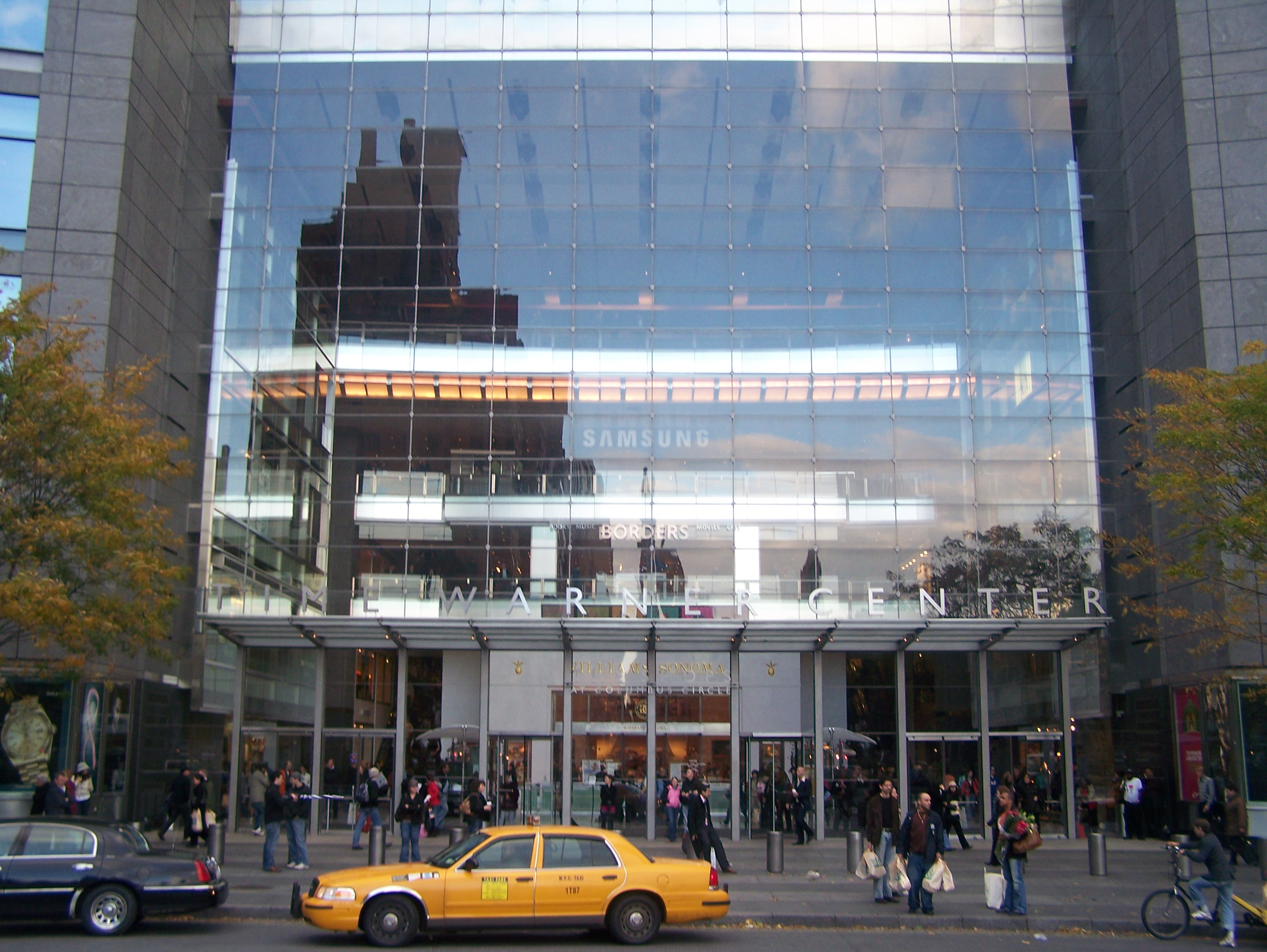
A la inversa, el Time Warner Center, visto desde Columbus Circle

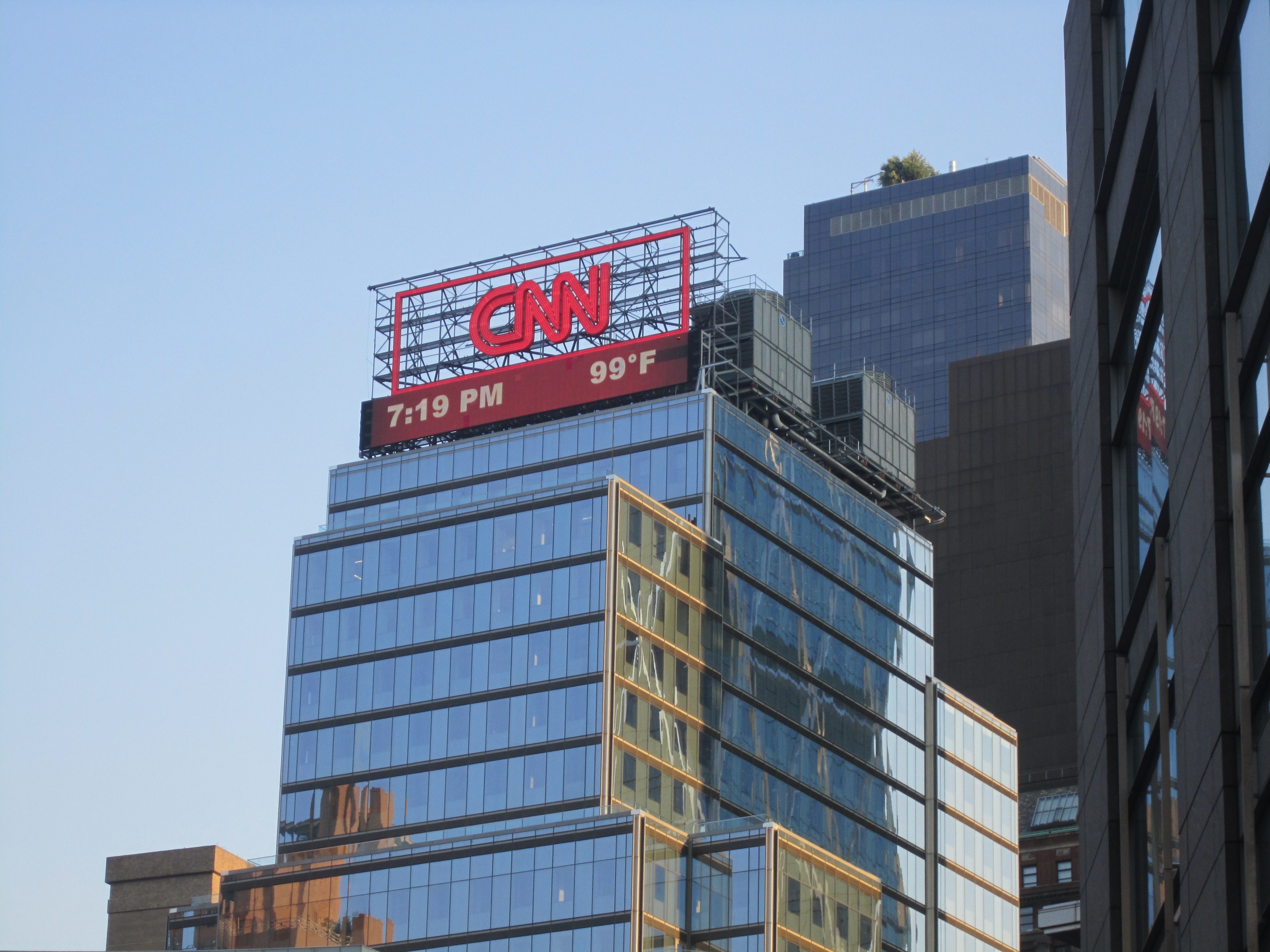
Estudios de CNN en Nueva York.

El Time Warner Center, (que se llamaba originalmente AOL Time Warner Center) es un complejo constituido por dos torres gemelas enlazadas entre ellas por una gran galería comercial. El Time Warner Center está situado en Nueva York, cercano a Central Park, al nivel de Columbus Circle. Cada torre culmina a 229 metros y los arquitectos del complejo fueron David Childs y Mustafa Kemal Abadan, que forman parte los dos de Skidmore, Owings and Merrill. La construcción empezó en noviembre de 2000, y el complejo fue oficialmente inaugurado el 27 de febrero de 2003. Es la propiedad con el mayor valor de mercado que figuran en la ciudad de Nueva York, 1.100 $ millones en 2006.
La superficie total del complejo alcanza los 260.000 m², y está separada en oficinas y apartamentos además del hotel Mandarin Oriental que ocupa los pisos 35 hasta el 54. La compañía Time Warner tiene sus estudios en el subsuelo, bajo las dos torres. La galería comercial situada en la base del edificio y bautizada "Shops at Columbus Circle" contiene numerosas tiendas (destacando una tienda Samsung), así como restaurantes de lujo en el piso más elevado. Además, el supermercado subterráneo de la galería es el mayor de Manhattan. El complejo acoge igualmente un estudio de la CNN, así como una sala de 6.000 plazas, ligada al Lincoln Center for the Performing Arts.
ElTime Warner Center constituye además la primera gran construcción de la ciudad desde los Atentados del 11 de septiembre de 2001 que golpearon el World Trade Center. El hecho de construir las nuevas torres gemelas poco tiempo después de la catástrofe ha sido visto como un símbolo de fuerza, aunque la construcción del complejo hubiera empezado a finales del año 2000.
Diversos elementos han contribuido a la promoción del inmueble. Al principio la proximidad con Central Park, que ofrece vistas impresionantes sobre toda la ciudad ha llevado los agentes inmobiliarios a bautizar el complejo  "One Central Park" con el fin de atraer a los compradores mientras que "One Central Park West" es en realidad la dirección de la Trump International Hotel and Tower situada al otro lado de Columbus Circle, y propiedad del multimillonario americano Donald Trump. Este, lo tomó con humor e hizo entonces colocar una bandera sobre su torre que dice  " vuestras vistas no son tan bonitas, verdad?. Además, en el 2003, el piloto de CART David Martinez adquirió el Penthouse (apartamento que ocupa todo un piso) en la cumbre de una de las torres por 45 millones de dólares lo que no constituye uno de los pisos más caros nunca vendido en New York. 
Por su arquitectura el Time Warner Center rinde homenaje a las calles de Nueva York. Así, la base encorvada del inmueble adopta la forma del Columbus Circle, el ángulo de las torres se alinea con Broadway, y el espacio entre las dos torres da la impresión de alcanzar la calle 59, que bordea Central Park de este en oeste. 